# Feliks Langus
Feliks Langus je slovenska glasbena skupina.

## Biografija
Skupino Feliks Langus sta si leta 2010 zamislila Anže Langus in Matej Mršnik. Sami sebe najraje označijo za rock skupino. Nastop na prireditvi EMA 2011 je bil za skupino prvi večji javni nastop po premieri v oddajah Spet doma in NLP novembra 2010.

## Člani zasedbe
- Matej Mršnik (pevec)
- Anže Langus - Dagi

## Nastopi na glasbenih festivalih
- Ema 2011 - Disko raj

## Singli
- Boogie Woogie
- Frajer
- Disko raj (2011)
- Zvezde v očeh
- Ljubezen na daljavo (2013)